# 杜济亚克
杜济亚克（法語：Douzillac，法語發音：[duzijak]）是法国多尔多涅省的一个市镇，属于佩里格区。

## 地理
杜济亚克（45°5'5"N, 0°25'6"E）面积17.17 平方千米，位于法国新阿基坦大区多爾多涅省，该省份为法国西南部内陆省份，是法國本土面积第三大的省，大致对应佩里戈尔地区，北起顺时针与夏朗德省、上维埃纳省、科雷兹省、洛特省、洛特-加龙省、吉倫特省和滨海夏朗德省接壤。
与杜济亚克接壤的市镇（或旧市镇、城区）包括：圣日尔曼迪萨朗布尔、博罗讷、圣让达托、讷维克、苏尔扎克、圣路易昂利勒。

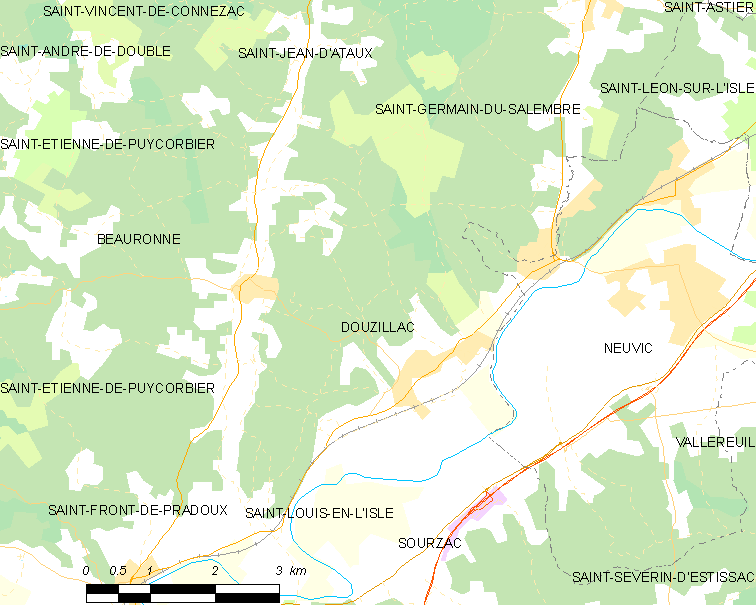
杜济亚克的OSM定位图

杜济亚克的时区为UTC+01:00、UTC+02:00（夏令时）。

## 行政
杜济亚克的邮政编码为24190，INSEE市镇编码为24157。

## 政治
杜济亚克所属的省级选区为伊勒河谷县。

## 人口

1962-2008年间杜济亚克人口变化图示

杜济亚克于2022年1月1日时的人口数量为846人。